# Ewa Ruckgaber
Ewa Ruckgaber z domu Gawryłow (ur. 24 grudnia 1952 w Świnoujściu) – polska aktorka estradowa i piosenkarka, współpracująca z Kapelą Czerniakowską oraz Orkiestrą z Chmielnej.

## Życiorys
Karierę wokalną rozpoczęła występując w latach 1972–1974, w zespole artystycznym Marynarki Wojennej „Flotylla”. Następnie, jako solistka, nawiązała współpracę z poznańskim zespołem Estrada. W 1976 roku przeniosła się do Warszawy i podjęła współpracę ze Estradą Stołeczną. Brała udział w koncertach estradowych w kraju i za granicą, w tym, między innymi, w Szwecji i we Włoszech. Od 1981 roku pracowała w Operetce Warszawskiej przy Nowogrdzkiej jako chórzystka.
Współpracowała z Kapelą Czerniakowską występując na scenie u boku, między innymi, Anity Dymszówny i Józefa Poloka. Występowała w programach i widowiskach estradowych reżyserowanych przez Stanisława Wielanka oraz Sylwestra Kozerę.
Wielokrotnie występowała z Orkiestrą z Chmielnej, z którą – pod pseudonimem Ewa Gaber – dokonała również na zaproszenie Janusza Mulewicza nagrań fonograficznych utworów Bubliczki i Rebeka. 
Jej córką jest aktorka Ewelina Ruckgaber.